# 5. пук ВОЈИН
5. пук ВОЈИН био је пук ваздушног осматрања, јављања, извиђања и навођења (ВОЈИН) Југословенске народне армије. Формиран је 8. јуна 1955. са командом у Загребу као 275. пук ВОЈИН. Формиран је од 105. и 109. батаљона ВОЈИН. У складу са планом Дрвар преименован 1959. у 5. пук ВОЈИН.
Учествовао је у борбеним дејствима у Словенији и Хрватској 1991. године, те је касније повучен у Босну и Херцеговину. Његова команда преформирана у 2. пук ВОЈИН 1992. године у Сарајеву.

## Организација
Током свог постојања, 5. пук ВОЈИН је био у саставу:
- 3. ваздухопловног корпуса (1955—1959)
- 5. ваздухопловне команде (1959—1964)
- 5. зоне ПВО (1964—1966)
- 15. дивизије ПВО (1966—1986)
- 5. корпуса РВ и ПВО (1986—1992)
- 2. корпуса РВ и ПВО (1992)

## Команданти пука
- пуковник Антун Пожег
- пуковник Химзо Малохоџић
- пуковник Никола Робић
- пуковник Никола Вучевић
- пуковник Живорад Грбовић
- потпуковник Боривоје Ковач
- пуковник Миленко Стојковски